# ميكوسي نيودو

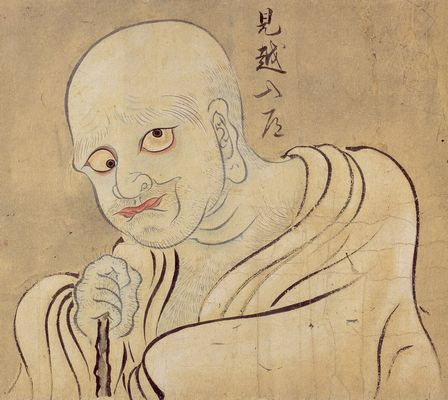
ميكوسي نيودو من هياكاي زوكان لساواكي سوشي

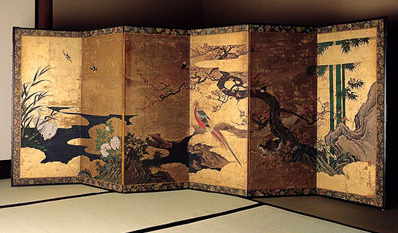
الألواح الفنية الحاجزة (بيوبو)

ميكوسي نيودو (باليابانية: 見越し入道 أو 見越入道) هو نوع من كائنات اليوكاي وتصنيفه من «الغوبلن»، وهو ذو رأس أصلع ورقبة طويلة تمتد إلى الأمام. يذكر في الفلكلور الياباني وفي نصوص كايدان «قصة الأشباح» من فترة إيدو (1603-1868) أن ميكوسي نيودو سوف يظهر ويلقي الرعب في نفوس مَن يلقون بنظرة غير مقصودة نحو أعالي وقمم الأشياء مثل الألواح الفنية المسماة بيوبو القابلة للطي. ويُقال أيضًا أنه يظهر عند التقاطعات والجسور الحجرية وفوق الأشجار.